# Prosopis
Mesquite este numele cel mai comun pentru mai multe specii de arbori scunzi, aparținând genului Prosopis, specifici zonelor deșertice din nordul Mexicului, respectiv sudului și sud-vestului Statelor Unite.  Mesquite este numele comunpentru mai multe specii de arbori mici ai genului.  Majoritatea arborilor speciilor genului cresc nativ în statele mexicane Chihuahua, Sonora, Baja California și Baja California Sur, respectiv în statele americane New Mexico, Arizona și California.  Există doar o excepție, varietatea Prosopis strombulifera (numit popular creeping mesquite), care este o specie invaziva sudului Californiei.

## Etimologie
Cuvântul folosit în limba engleză, mesquite este un cuvânt împrumutat din limba spaniolă, mezquite, care la rândul său este o adaptare a cuvântului din limba Nāhuatl mizquitl.

## Mesquite ca specie invaziva
Cunoscut în Statele Unite ca "mesquite de miere" (în original, Honey mesquite), varietatea Prosopis glandulosa a fost introdusă în anumite părți ale continentelor Africa, Asia și a statului continent, Australia, după care a fost considerat de către organizația World Conservation Union ca una dintre speciile invazive care creează cele mai multe probleme. 

## Specii
- Prosopis glandulosa (honey mesquite)[6]
- Prosopis juliflora
- Prosopis laevigata (smooth mesquite)
- Prosopis pubescens (screwbean mesquite)
- Prosopis reptans (tornillo)
- Prosopis strombulifera (creeping mesquite)
- Prosopis velutina (velvet mesquite)

## Vedeți și
- Mesquite Bosque
- Tamaulipan mezquital